# Избори за народне посланике Краљевине Југославије 1938.
Избори из 1938. или Децембарски избори су били избори за народне посланике у Народну скупштину Краљевине Југославије.
Избори су одржани 11. децембра 1938. године. Главна изборна трка је вођена између Југословенске радикалне заједнице др Милана Стојадиновића и Блока народног споразума др Влатка Мачека. Избори из 1938. су били последњи који су одржани у Краљевини Југославији.
Одржани су по изборном закону из 1931. који је између осталог подразумевао јавно и усмено гласање, и аутоматску доделу 2/3 мандата листи која освоји релативну већину изашлих бирача. Листа ЈРЗ Милана Стојадиновића је победила са 54,1% изашлих бирача, али је по изборном закону добила око 82,5% посланичких места. Стојадиновић је остао на месту председника владе, и формирао је своју трећу владу, али га је непуних два месеца дана након тога кнез Павле сменио са функције. Ту владу је заменила прва влада Драгише Цветковића, затим 26. августа 1939. велика коалициона друга влада Драгише Цветковића у којој је учествовала и опозиција предвођена Мачеком. Мачек је у њој служио као потпредседник владе. Та влада је смењена државним ударом 27. марта 1941. којег је предводила група генерала, пошто је Цветковић два дана раније потписао приступање Тројном пакту. Генерал ваздухопловства Душан Симовић је истог дана формирао своју владу, која се након мало више од недељу дана суочила са инвазијом Сила Осовине. Симовићева влада је у Краљевини Југославији боравила до 15. априла 1941, када је са краљем Петром II напустила државу. Његова влада је трајала до 11. јануара 1942, и њу су у емиграцији замениле неколико влада.

## Изборни систем и поступак
Ови избори су одржани по изборном закону из 1931. године, који је у Службеним новинама Краљевине Југославије објављен у суботу 12. септембра 1931. По њему су парламентарне листе, назване земаљске листе, морале да имају кандидата за сваки срез и бановину у Југославији. Гласање се одржавало до 6 сати поподне, и било је јавно. Ако је бирач неписмен, неко од чланова бирачког одбора је био дужан да му прочита називе листа и кандидате на њима. Народни посланик је морао бити држављанин Југославије, и да има најмање 30 година.
Право гласа су имали сви  неосуђивани мушкарци старији од 21 године. Жене, као и активни официри, подофицири, и војници под заставом нису имали права да гласају. Једини изузетак су били чиновници и службеници грађанског реда у војсци.

## Кампања

### ЈРЗ
- Предизборни плакат ЈРЗ за велику и моћну народну Југославију
- Предизборни плакат ЈРЗ за споразум са Хрватима
- Предизборни плакат ЈРЗ за децембарске изборе 1938.
- Предизборни плакат ЈРЗ за снажну државу од Вардара до Триглава

## Резултати избора
На децембарским изборима, од око 4.080.000 уписаних бирача гласало је око 3.039.000.
| Земаљске кандидатске листе | Земаљске кандидатске листе | Гласови           | %     | Посланици |
| --- | --- | ----------------- | ----- | --------- |
| Југословенска радикална заједница - др Милан Стојадиновић - Народна радикална странка - Словеначка народна странка - Југословенска муслиманска организација                        | Југословенска радикална заједница - др Милан Стојадиновић - Народна радикална странка - Словеначка народна странка - Југословенска муслиманска организација                        | 1.643.783         | 54,1  | 306       |
| Блок народне слоге - др Влатко Мачек - Хрватска сељачка странка - Самостална демократска странка - Демократска странка - Земљорадничка странка - Црногорска федералистичка странка | Блок народне слоге - др Влатко Мачек - Хрватска сељачка странка - Самостална демократска странка - Демократска странка - Земљорадничка странка - Црногорска федералистичка странка | 1.364.527         | 44,9  | 67        |
| Југословенски народни покрет Збор - Димитрије Љотић | Југословенски народни покрет Збор - Димитрије Љотић | 30.734            | 1,0   | 0         |
| Укупно | Укупно | 3.039.041 (74,4%) | 100,0 | 373       |